# Herzogtum Oldenburg
Das Herzogtum Oldenburg war ein 1774 erhobenes Reichsfürstentum im Heiligen Römischen Reich. Es gehörte zum Niederrheinisch-Westfälischen Reichskreis. Es überdauerte das Ende des Reiches für kurze Zeit im Rheinbund, wurde aber 1811 vom Französischen Kaiserreich annektiert. 1815 wurde der Staat als Großherzogtum Oldenburg wiederhergestellt. Das Herzogtum Oldenburg wurde Landesteil des Großherzogtums wie auch das Fürstentum Lübeck und das Fürstentum Birkenfeld.

## Geschichte
Seit dem frühen Mittelalter bestand die Grafschaft Oldenburg. Durch Ländertausch gelangte die Grafschaft im Vertrag von Zarskoje Selo am 27. August 1773 an das Oberhaupt des Hauses Schleswig-Holstein-Gottorf, den späteren Zaren Paul, der das Land vier Tage später seinem Vetter, dem Fürstbischof von Lübeck, Friedrich August abtrat, der daraufhin von Kaiser Joseph II. 1774/1777 in den Herzogsstand erhoben wurde.
Das Herzogtum bestand somit aus zwei räumlich getrennten Teilgebieten: Oldenburg selbst und dem Hochstift Lübeck (nach der Säkularisation ab 1803 Fürstentum Lübeck mit der Residenzstadt Eutin).
1785 starb Friedrich August. Sein Neffe Peter Friedrich Ludwig übernahm für den regierungsunfähigen „geistesschwachen“ leiblichen Sohn Peter Friedrich Wilhelm als Koadjutor Nachfolge und Amtsgeschäfte. Unter ihm wurde Oldenburg wieder zur Residenzstadt. Als Peter Friedrich Wilhelm 1823 starb, folgte ihm Peter Friedrich Ludwig als Herzog Peter I. 1803 erlangte Oldenburg im Reichsdeputationshauptschluss im Tausch gegen den Elsflether Weserzoll als Entschädigung das hannoversche Amt Wildeshausen sowie aus dem aufgelösten Hochstift Münster die Ämter Vechta und Cloppenburg. Das Hochstift Lübeck wurde in ein erbliches Fürstentum umgewandelt.
Obwohl das Land dem Rheinbund beigetreten war, wurde es Anfang 1811 von Frankreich annektiert und dem neu gegründeten Departement der Wesermündungen zugeschlagen. In seiner Eigenschaft als Regent lehnte Peter Friedrich Ludwig die ihm als Ersatz angebotene kaiserliche Domäne Erfurt ab und emigrierte nach Russland, wo Zar Alexanders Schwester Katharina Pawlowna mit seinem Sohn Georg seit 30. April 1809 verheiratet war.

## Herzöge von Oldenburg
| Name                                        | Herrschaft  | Bemerkungen                                                                          |
| ------------------------------------------- | ----------- | ------------------------------------------------------------------------------------ |
| Friedrich August I.                         | 1773–1785   |                                                                                      |
| Peter Friedrich Wilhelm                     | (1785–1823) | nur Titularherzog; wegen Geisteskrankheit unter Regentschaft seines Cousins          |
| Peter Friedrich Ludwig (1. Mal)             | 1785–1811   | seit 1785 Prinzregent                                                                |
| unter französischer Besatzung und Regierung | 1811–1813   |                                                                                      |
| Peter Friedrich Ludwig (2. Mal)             | 1813–1829   | seit 1785 bereits Prinzregent, seit 1823 selbst Herzog, seit 1815 de jure Großherzog |

## Listen
- Liste der Vogteien des Herzogtums Oldenburgs